# My Dying Bride

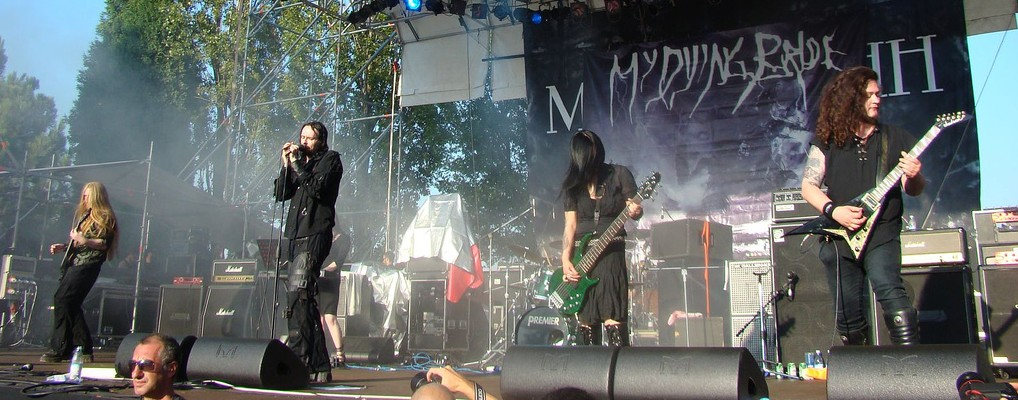
My Dying Brude - Frozen Rock Festival, 2007

My Dying Bride là một ban nhạc Doom/Death của Anh thành lập tại Halifax, West Yorkshire năm 1990.
Vocal là Aaron Stainthorpe cũng là linh hồn ban nhạc.
Album Demo "Towards the Sinister" 1990 chỉ có 3 track.
Tư tưởng trong lời ca của My Dying Bride - là đặc trưng của tư tưởng Doom Metal là: nỗi đau, sự thất vọng, sự lãng mạn và tuyệt vọng đến cùng cực. Tư tưởng và cách chơi nhạc của My Dying Bride là nền tảng cho Doom Death Metal từ sau thập niên '90 đến nay. Cũng chính band này là cảm hứng và ảnh hưởng đến rất nhiều band Doom Death đàn em.
Gần 20 năm hoạt động - My Dying Bride (Nàng dâu chết yểu) - thực sự đã là 1 tượng đài của Metal hiện đại.

## Các album
- Towards the Sinister (Demo, 1990)
- Symphonaire Infernus et Spera Empyrium (EP, 1991)
- God Is Alone (Single, 1991)
- As the Flower Withers (Full-length, 1992)
- The Thrash of Naked Limbs (EP, 1993)
- Unreleased Bitterness (Single, 1993)
- Turn Loose the Swans (Full-length, 1993)
- The Sexuality Of Bereavement (Single, 1994)
- I Am the Bloody Earth (EP, 1994)
- The Stories (Boxed set, 1994)
- The Cry Of Mankind (Edit) (Single, 1995)
- The Angel and the Dark River (Full-length, 1995)
- Trinity (Best of/Compilation, 1995)
- For You (Video/VHS, 1996)
- Sampler (Single, 1996)
- Like Gods of the Sun (Full-length, 1996)
- For Darkest Eyes (Video/VHS, 1997)
- 34.788%... Complete (Full-length, 1998)
- The Light at the End of the World (Full-length, 1999)
- Meisterwerk 1 (Best of/Compilation, 2000)
- Meisterwerk 2 (Best of/Compilation, 2001)
- The Dreadful Hours (Full-length, 2001)
- For Darkest Eyes (DVD, 2002) The Voice of the Wretched (Live album, 2002)
- Songs of Darkness, Words of Light (Full-length, 2004)
- Anti-Diluvian Chronicles (Best of/Compilation, 2005)
- Sinamorata (DVD, 2005)
- Deeper Down (Single, 2006)
- A Line of Deathless Kings (Full-length, 2006)
- An Ode to Woe (Live album, 2008)
- For Lies I Sire (Full-length, 2009)
- Evinta (2011)
- A Map of All Our Failures (2012)
- Feel the Misery (2015)
- The Ghost of Orion (2020)
- A Mortal Binding (2024)